# Scopula pallidata
Scopula pallidata är en fjärilsart som beskrevs av Moritz Balthasar Borkhausen 1794. Scopula pallidata ingår i släktet Scopula och familjen mätare. Inga underarter finns listade.